# Оксиконазол
Оксиконазол — синтетичний протигрибковий препарат для місцевого застосування, що належить до підгрупи імідазолів класу азолів.

## Фармакологічні властивості
Оксиконазол — синтетичний протигрибковий препарат, що належить до класу азолів широкого спектра дії. Препарат має як фунгіцидну, так і фунгістатичну дію, що залежить від концентрації препарату. Механізм дії оксиконазолу полягає в пошкодженні клітинних мембран грибків, порушенні ліпідного обміну та проникності клітинної стінки грибків. До препарату чутливі грибки родів Candida spp, Trichophyton spp., Microsporum spp., Epidermophyton spp., Pityrosporum orbiculare, Aspergillus spp. Чутливими до оксиконазолу є також частина грампозитивних бактерій (стрептококи, стафілококи).

### Фармакокінетика
Оксиконазол при місцевому застосуванні погано всмоктується через шкіру, системне всмоктування становить 1%. Препарат створює високі концентрації лише в епідермісі та роговому шарі шкіри. Оксиконазол не створює високих концентрацій у крові та внутрішніх органах. Немає даних щодо проникнення оксиконазолу через плацентарний бар'єр. Препарат виділяється в грудне молоко. Немає даних про метаболізм оксиконазолу в організмі. Виводиться оксиконазол з організму переважно нирками. Період напіввиведення препарату не досліджений.

## Показання до застосування
Оксиконазол застосовується при кандидозі шкіри, трихофітії гладкої шкіри, пахвинному дерматомікозі, дерматофітії стоп, висівковидному лишаї, мікозах зовнішніх статевих органів (у тому числі вульвіт, баланіт), комбінованих грибково-бактеріальних ураженнях шкіри та зовнішніх статевих органів.

## Побічна дія
При застосуванні оксиконазолу можливі наступні побічні ефекти: часто (1—10%) свербіж та поколювання шкіри; нечасто (0,1—1%) еритема шкіри, алергічний дерматит, висипання на шкірі, припікання в шкірі, мацерація та тріщини шкіри, фолікуліт та утворення вузликів на шкірі.

## Протипокази
Оксиконазол протипоказаний при підвищеній чутливості до імідазолів та дітям до 6 років. З обережністю препарат застосовують під час вагітності. Під час лікування омоконазолом рекомендовано припинити годування грудьми.

## Форми випуску
Оксиконазол випускається у вигляді 1% крему для зовнішнього застосування по 30 г.